# Asienspiele 2014/Softball
Bei den Asienspielen 2014 in Incheon, Südkorea wurden vom 27. September bis 2. Oktober 2014 ein Wettbewerb im Softball ausgetragen.

## Frauen

### Vorrunde
|  | Team für Halbfinale qualifiziert |

#### Gruppe A
| Rang | Land                | S | G | V | Punkte |
| ---- | ------------------- | - | - | - | ------ |
| 1    | Japan               | 5 | 5 | 0 | 1,000  |
| 2    | Chinesisch Taipeh   | 5 | 4 | 1 | 0,800  |
| 3    | Volksrepublik China | 5 | 3 | 2 | 0,600  |
| 4    | Philippinen         | 5 | 2 | 3 | 0,400  |
| 5    | Südkorea            | 5 | 1 | 4 | 0,200  |
| 6    | Thailand            | 5 | 0 | 5 | 0,000  |

|                     | JPN  | TPE | CHN | PHI  | KOR | THA  |
| ------------------- | ---- | --- | --- | ---- | --- | ---- |
| Japan               |      | 7:0 | 4:1 | 10:2 | 8:0 | 10:0 |
| Chinesisch Taipeh   | 0:7  |     | 2:0 | 5:4  | 6:0 | 8:0  |
| Volksrepublik China | 1:4  | 0:2 |     | 8:2  | 1:0 | 9:2  |
| Philippinen         | 2:10 | 4:5 | 2:8 |      | 3:1 | 13:0 |
| Südkorea            | 0:8  | 0:6 | 0:1 | 1:3  |     | 7:0  |
| Thailand            | 0:10 | 0:8 | 2:9 | 0:13 | 0:7 |      |

### Finalrunde
| Halbfinale 1        |   |                   |     |
| Japan               | – | Chinesisch Taipeh | 6:1 |
| Halbfinale 2        |   |                   |     |
| Volksrepublik China | – | Philippinen       | 3:0 |

| Finale            |   |                     |     |
| Chinesisch Taipeh | – | Volksrepublik China | 4:3 |

| Großes Finale |   |                   |     |
| Japan         | – | Chinesisch Taipeh | 6:0 |

### Endstand
| Platz | Land | Athleten |
| ----- | ---- | --- |
| 1     | JPN  | Nozomi Nagasaki, Yukiyo Mine, Rei Nishiyama, Yuka Ichiguchi, Yu Yamamoto, Haruna Sakamoto, Rie Nagayoshi, Misato Kawano, Misa Okubo, Eri Yamada, Yamato Fujita, Yukiko Ueno, Kana Nakano, Sayuri Yamane, Minami Sato    |
| 2     | TPE  | Lin Su Hua, Lin Ying Hsin, Shih Ching Ping, Li Szu Shih, Chung Hui Lin, Lai Meng Ting, Huang Hui Wen, Wang Hsiang Yun, Chen Miao Yi, Chiang Hui Chuan, Liu Yu Han, Lin Pei Chun, Chiu An Ju, Yang Yi Ting, Lu Hsueh Mei |
| 3     | CHN  | Li Na, Li Qi, Sun Xue, Lu Ying, Feng Qianwen, Wei Dongmei, Jin Lingling, Chen Jia, Liu Yining, Guo Ruomeng, Yean Jingjing, Zha Dan, Guo Jia, Wang Lan, Li Huan                                                          |

Das Finale wurde am 2. Oktober ausgetragen.